# باب اسفنجی شلوار مکعبی: اسلم زیرشلواری
باب اسفنجی شلوار مکعبی: اِسلَم زیر شلواری یک بازی پازل اکشن است که توسط بلیتز گیمز با شخصیت هایی از مجموعه تلویزیونی باب اسفنجی شلوار مکعبی ساخته شده است.این بازی در تاریخ ۲۶ دسامبر ۲۰۰۷ به ایکس باکس لایو آرکید راه یافت که می شود این بازی را اولین بازی قابل دانلود است منتشر شده توسط تی اچ کیو نام برد. 
در ژانویه سال ۲۰۱۳ پس از ورشکستگی تی اچ کیو٬ این بازی از ایکس باکس مارکت پلیس حذف شد. اما سرانجام در ۲۴ سپتامبر ۲۰۱۸ توسط شرکت جانشین آن تی اچ کیو نوردیک دوباره مورد استفاده قرار گرفت. 

## طرح
جریان این بازی طوفانی است که باعث حمل لباس زیر نپتون (خدای آب و دریا) شده و آنها را از در کف اقیانوس پخش کرده است. نپتون با پرداخت پاداش به کسی که بیشترین لباس زیر را جمع می کند ، از افراد خود خواسته است لباس زیر های گمشده خود را جمع کنند. 

## گیم پلی

عکس صفحه از گیم پلی بازی.

بازیکنان با جمع آوری ۹۹ جفت لباس زیر در هر ۱۰ سطح بازی پیشرفت می کنند.  از شخصیت های قابل بازی می توان به باب اسفنجی ، پاتریک ، آقای خرچنگ ، پلانکتون و سندی چیکس اشاره کرد.  سطح توسط چتر دریایی پر می شود ، که می تواند با جفت زیر شلواری شنا کند. این زیرپوشهای سرقت شده فقط با حمله به چتر دریایی قابل بازیابی است ، عدم حمله در لحظه مناسب منجر به شوک الکتریکی می شود. بیشتر جفت های زیر شلواری در سطوح مختلف پراکنده شده‌اند ، گرچه تعداد زیادی از آنها در اشیایی مانند لوله ها و جعبه ها پنهان شده اند که باید از بین بروند.نیروهایی مانند یک آهن‌ربا برای جذب کردن زیرپوش ها در اطراف می‌توانند در سراسر سطوح جمع‌آوری شوند، هر چند که برخی از آن‌ها می‌توانند اثرات منفی مثل معکوس کردن کنترل‌ها داشته باشند. 

## بازخورد
اسلم زیرشلواری در متاکریتیک نمره ۵۵  و در گیم ریدار امتیاز ۳/۵ از ۵ را کسب کرده است. 